# Dany Morin
Pour les articles homonymes, voir Morin.
Dany Morin (né à Chicoutimi le 19 décembre 1985) est un chiropraticien et homme politique canadien. Il a été député à la Chambre des communes du Canada de mai 2011 à  octobre 2015 dans la circonscription de Chicoutimi—Le Fjord, sous l'étiquette du Nouveau Parti démocratique.

## Biographie
Dany Morin est natif de Chicoutimi. Après avoir fait des études en chiropratique à l'Université du Québec à Trois-Rivières, il revient dans la région, s'installe à Laterrière et commence à pratiquer à Arvida en 2010.
Le 2 mai 2011, il est élu député fédéral néo-démocrate dans la circonscription de Chicoutimi—Le Fjord, défaisant le député bloquiste sortant Robert Bouchard. Il est nommé porte-parole adjoint de l'opposition officielle en matière de questions touchant les gais, lesbiennes, bisexuels et transgenres de juin 2011 à août 2013, puis pour la santé d'août 2013 à janvier 2015, et enfin sur les travaux publics et les services gouvernementaux de janvier 2015 à la fin de son mandat.
Aux élections de 2015, il se représente dans Chicoutimi—Le Fjord et est défait de justesse par le libéral Denis Lemieux.